# La Loche (Saskatchewan)
Pour les articles homonymes, voir Loche.

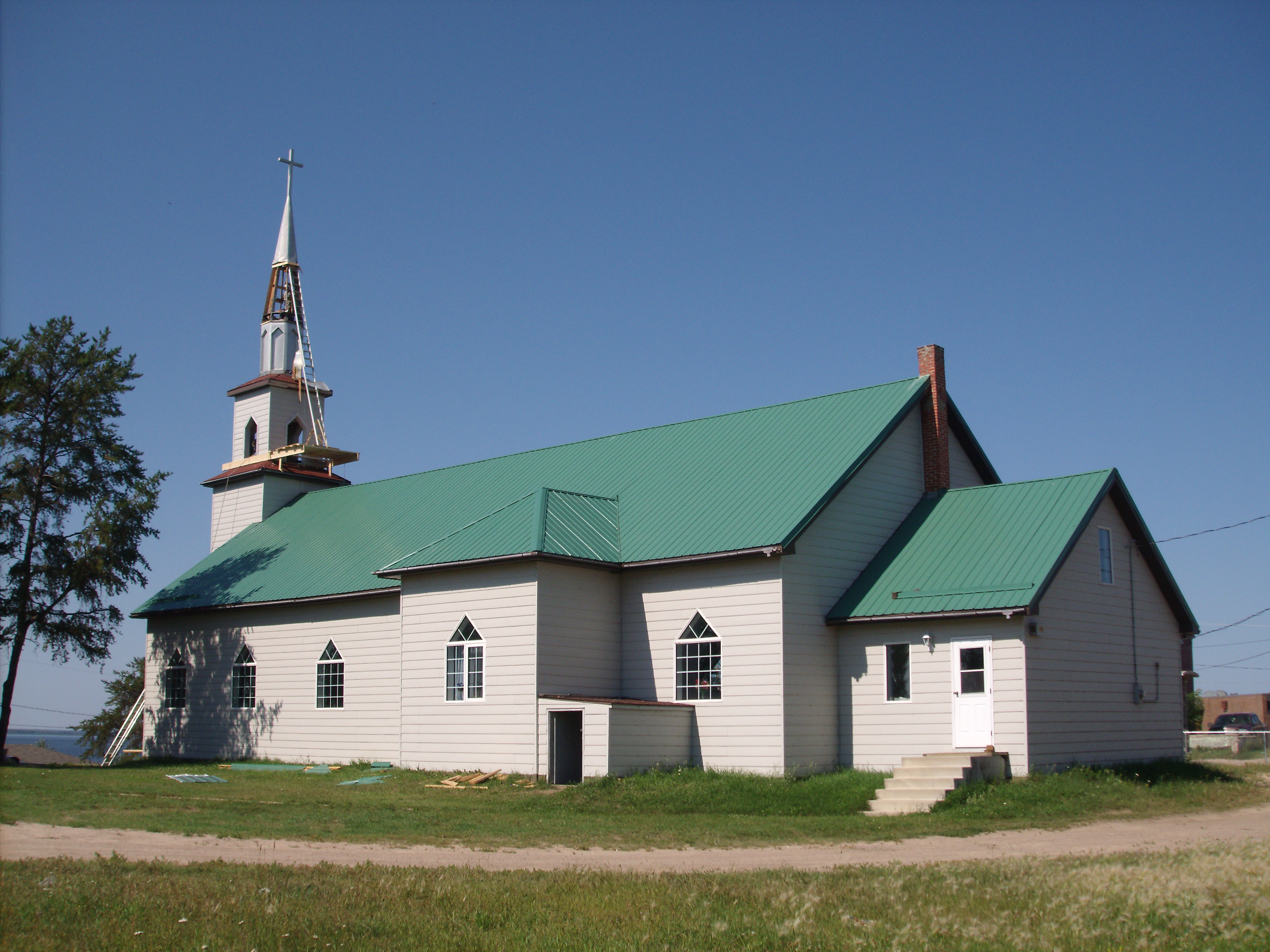
L'église de la mission de La Loche.

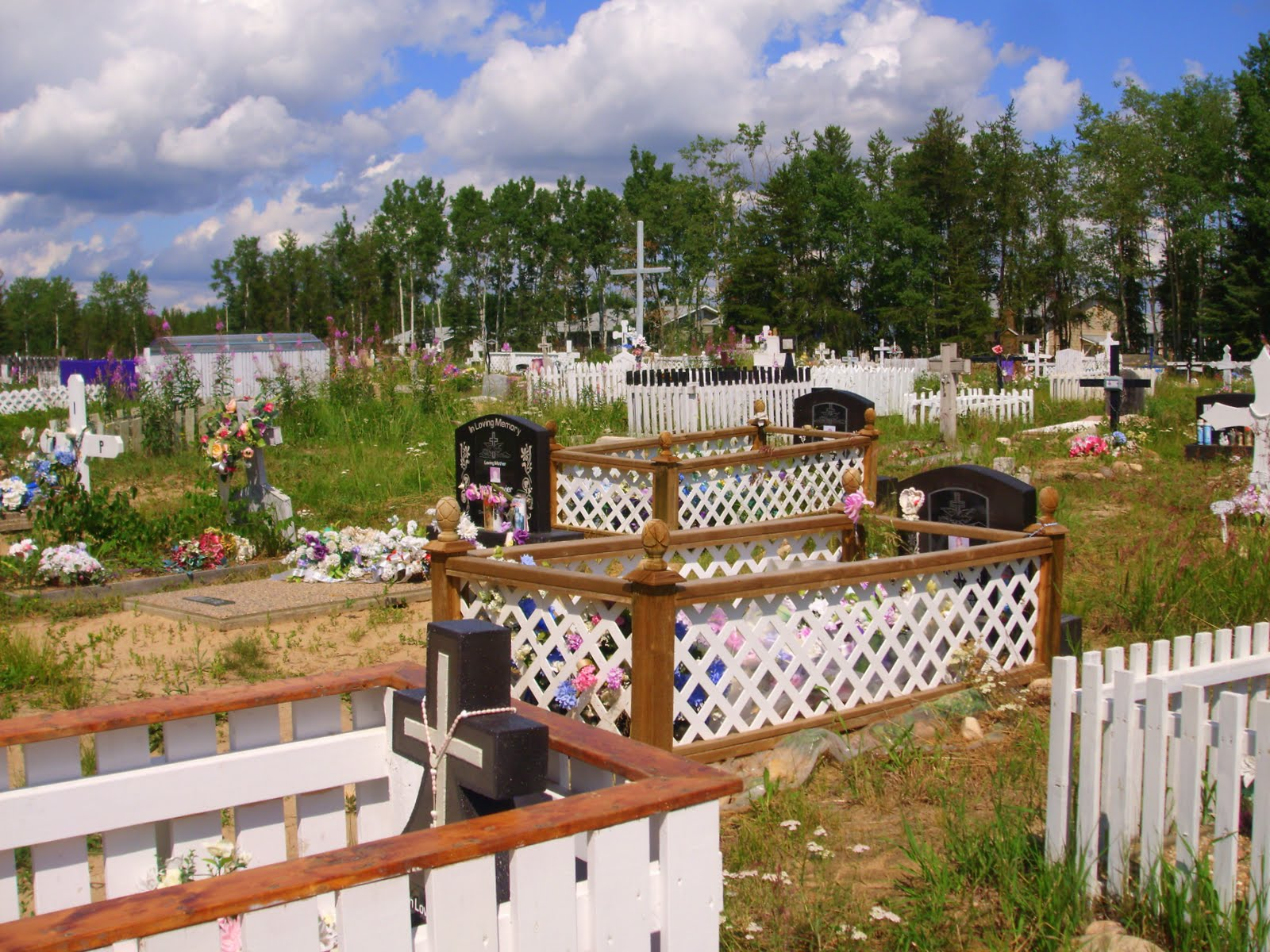
Cimetière de La Loche.

La Loche est une communauté rurale située dans le nord-ouest de la province de la Saskatchewan au Canada.

## Présentation
Le village de La Loche comptait 2346 habitants au recensement de la population de 2006. La grande majorité de la population est d'origine amérindienne de la Nation des Dénés. 90 % d'entre eux parlent la langue chipewyan.
Un grand nombre porte un nom francophone, ce qui traduit les liens serrés et cordiaux avec les premiers trappeurs et explorateurs Canadiens-français.

## Historique
Les premiers européens à s'aventurer dans cette région furent les trappeurs et coureurs des bois Canadiens-français dès la fin du XVIIIe siècle. Au milieu du XIXe siècle, les missionnaires Oblats de Marie-Immaculée arrivèrent dans la région, conduits par le père Pénard. Ils établirent une mission religieuse qu'ils nommèrent Notre Dame de la Visitation et baptisèrent le lieu "La Loche" en raison du nom vernaculaire de loche, donné à de nombreuses espèces de poissons d'eau douce.
En 1860, la mission compte une centaine de membres. Au début du XXe siècle elle en comptait le double. En 1922, le père Ducharme écrit que la mission compte 500 personnes.
En 1940, les Sœurs de la Charité de Montréal s'installent dans la mission et organisent un premier hôpital et ouvrent la première école.
L'institut Gabriel Dumont, du nom du révolutionnaire métis du XIXe siècle, offre une éducation de base aux adultes.
Le 22 janvier 2016, une fusillade, la plus meurtrière de l'histoire scolaire du Canada depuis 26 ans, a lieu dans l'école : quatre personnes sont tuées et plusieurs blessées.

## Démographie
| 2001  | 2006  | 2011  | 2016  |
| ----- | ----- | ----- | ----- |
| 2 136 | 2 348 | 2 611 | 2 827 |